# 新西伯利亞水庫
新西伯利亞水庫（俄语：Новосибирское водохранилище）是俄羅斯的水庫，位於新西伯利亞州和阿爾泰邊疆區，在1956年因鄂畢河上興建水壩形成，用作水力發電，水庫長160公里，闊20公里，是新西伯利亞州居民的熱門夏天旅遊地點。

## 外部連結
- Photographs （俄文）
- Ob Sea